# سرو چنگیان
سرو چنگیان (نام علمی: Cupressus chengiana) نام یک گونه از سرده سرو است.